# 20854 Tetruashvily
20854 Tetruashvily este un asteroid din centura principală de asteroizi.

## Descriere
20854 Tetruashvily este un asteroid din centura principală de asteroizi. A fost descoperit pe 1 noiembrie 2000 la Socorro, New Mexico, în cadrul proiectului LINEAR. Asteroidul prezintă o orbită caracterizată de o semiaxă mare de 2,42 ua, o excentricitate de 0,14 și o înclinație de 4,7° în raport cu ecliptica.